# Juan Vilar y Ferrer
Juan Vilar y Ferrer (s. XVII – XVIII). Militar español partidario de la Casa de Austria durante la Guerra de Sucesión Española estuvo al servicio de los Tres Comunes durante la Campaña de Cataluña (1713-1714).
Originario de la comarca del Bages en 1707 era coronel de miquelets al servicio de Carlos de Austria. Luchó en las campañas de Cataluña y Valencia hasta 1713, cuando se puso al servicio de los Tres Comunes durante la Campaña de Cataluña (1713-1714) junto al coronel Armengol Amill. Hostigó a las tropas borbónicas que bloqueaban Barcelona en la primera fase del conflicto, ordenándosele a partir de febrero de 1714 que se uniera a las tropas del marqués del Poal que luchaban en la Cataluña interior. En agosto de 1714 luchó en la batalla de Talamanca y formó parte del destacamento que intentó entrar en Barcelona tras reunirse con el ayudante de Villarroel Martín de Zubiría. Fracasada la operación se retiró hacia Olesa de Montserrat y tras la caída de Barcelona acuarteló a sus hombres en Cardona. Embargados sus bienes se alistó en el ejército francés junto al también miquelets Pere Joan Barceló y libró una guerra de guerrillas en Cataluña durante la Guerra de la Cuádruple Alianza. Residió en el Rosellón francés hasta 1726, cuando se trasladó al Imperio Austríaco.